# Нова Весь-Ілавецька (Вармінсько-Мазурське воєводство)
Нова Весь-Ілавецька (пол. Nowa Wieś Iławecka, нім. Neuendorf) — село в Польщі, у гміні Гурово-Ілавецьке Бартошицького повіту Вармінсько-Мазурського воєводства.
Населення — 94 особи (2011).

## Демографія
Демографічна структура станом на 31 березня 2011 року:
|          | Загалом | Допрацездатний вік | Працездатний вік | Постпрацездатний вік |
| -------- | ------- | ------------------ | ---------------- | -------------------- |
| Чоловіки | 46      | 17                 | 28               | 1                    |
| Жінки    | 48      | 12                 | 27               | 9                    |
| Разом    | 94      | 29                 | 55               | 10                   |